# Reuteria bifurcata
Reuteria bifurcata är en insektsart som beskrevs av Knight 1939. Reuteria bifurcata ingår i släktet Reuteria och familjen ängsskinnbaggar. Inga underarter finns listade i Catalogue of Life.